# Furkan Yakici
Furkan Yakici (16 novembre 2001) è un giocatore di football americano svizzero che gioca nel ruolo di offensive lineman per gli Zürich Renegades.